# Horst Westerfeld

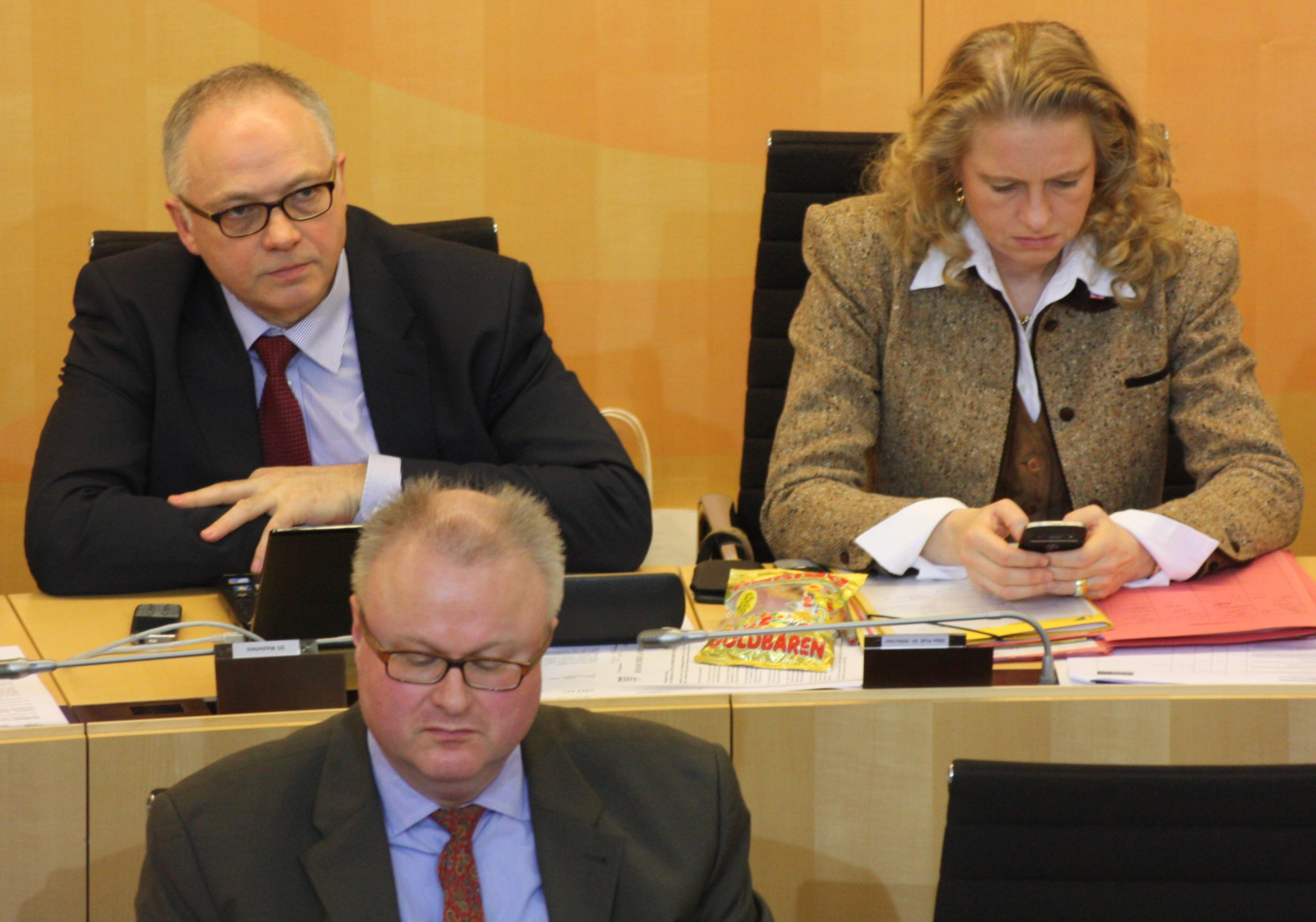
Horst Westerfeld, Luise Hölscher und Thomas Schäfer

Horst Westerfeld (* 14. Mai 1951 in Burgholzhausen) ist ein deutscher Wirtschaftsinformatiker. Vom 16. Juni 2008 bis zum 20. Januar 2014 war er Chief Information Officer (CIO) des Landes Hessen und Bevollmächtigter der Hessischen Landesregierung für E-Government und Informationstechnologie.

## Leben
Westerfeld absolvierte eine Ausbildung zum Maschinenschlosser 1967 bis 1969 bei der Daimler-Benz AG in Bad Homburg. Von 1970 bis 1973 studierte er an der Fachhochschule Gießen-Friedberg Maschinenbau mit Abschluss Diplom-Ingenieur. Anschließend setzte er sein Studium an den Universitäten Gießen und Frankfurt fort. Das Studium mit den Nebenfächer Physik und Philosophie schloss er 1978 mit dem Grad Diplom-Mathematiker ab.
Von 1978 bis 1980 arbeitete er als Anwendungsentwickler für die Siemens AG. Zwischen 1980 und 1984 war er für die Control Data Corporation in Frankfurt tätig. Im Jahr 1985 war er Key Account Manager bei der Computervision. Von 1986 bis 2006 war er wieder für die Siemens AG in verschiedenen Positionen tätig. Im Jahr 2007 übernahm er die Projektleitung von Deutschland-Online-Infrastruktur. Am 16. Juni 2008 wurde er Bevollmächtigter der Hessischen Landesregierung für E-Government und Informationstechnologie. Diese Funktion übte er als gemeinsamer Staatssekretär im Hessischen Ministerium der Finanzen sowie im Hessischen Ministerium des Innern und für Sport aus. In seiner Funktion war er von 2009 an Mitglied des IT-Planungsrats. Am 20. Januar 2014 wurde Westerfeld in den Ruhestand verabschiedet.

## Sonstige Ämter
Seit 2002 ist Westerfeld als Lehrbeauftragter an der Johann Wolfgang Goethe-Universität Frankfurt am Main tätig. Weiterhin engagiert er sich im Verband der Elektrotechnik, Elektronik und Informationstechnik, wo er in den Jahren 2007 bis 2011 Vorstandsvorsitzender des VDE Rhein-Main e. V. war und seit 2012 dem Präsidium angehört. Westerfeld ist Gründungsmitglied des 2004 gegründeten E-Finance-Lab e. V., des 2007 gegründeten ISPRAT e. V., des 2010 gegründeten House of IT e. V. und des 2013 gegründeten Nationalen E-Government-Zentrums e. V. Des Weiteren ist er Mitglied der CDU.